# Killzone 3
Killzone 3 – gra first-person shooter stworzona przez studio Guerrilla Games na konsolę PlayStation 3. Jest to czwarty tytuł z serii gier Killzone. Gra jako pierwsza z serii jest prezentowana w technologii 3D oraz wykorzystuje możliwości kontrolera PlayStation Move.

## Fabuła gry
Gra przedstawia dalszy ciąg wydarzeń znanych z gry Killzone 2. Po śmierci Scolara Visariego Imperium Helghan wstrząsają wewnętrzne walki. Natarcie sił ISA załamuje się. Zginęli wszyscy dowodzący atakiem, najwyższym stopniem oficerem został kpt. Jason Narville, którego zadaniem jest ewakuacja pozostałych oddziałów z Helghanu. Aby tego dokonać, jego siły muszą zdobyć zaawansowane maszyny bojowe Helghan. Głównym wrogiem staje się Jorhan Stahl – właściciel firmy Stahl Arms zajmującej się produkcją nowoczesnego uzbrojenia. Zawarł on sojusz z admirałem Orlockiem, nowym dowódcą sił Helghan, jednak jego prawdziwym celem jest przejęcie kontroli nad Helghanem, a w przyszłości zaopatrywanie w broń każdej planety w galaktyce. Sev i Rico – bohaterowie znani z poprzednich części gry – zostają uwięzieni w ogniu walczących ze sobą frakcji i usiłują uciec w czasie gdy ISA stara się przegrupować własne siły. Gra zaoferuje graczom możliwość spojrzenia na kulturę Helghan, ich język i na to, co pozostawiła w nich ludzkość.

## Rozgrywka
Rozgrywka jest bardzo podobna do tej znanej z gry Killzone 2, jednak napotkamy w niej pewne poprawki i zmiany. Podobnie jak w pierwszej grze z serii, gracz będzie walczył w wielu różnych lokacjach, jak dżungla, tereny arktyczne, nieużytki powstałe po wybuchu bomb atomowych oraz w przestrzeni kosmicznej, nie tylko w zniszczonych miastach. W grze pojawiają się urządzenia takie jak jet pack (znane z wcześniejszego tytułu – Killzone: Liberation). Gracz będzie mógł wykonywać brutalne ataki wręcz oraz łączyć różne rodzaje ataków w tzw. comba. Gra będzie oferowała w pełni destrukcyjne środowisko, co jest dużym ulepszeniem w porównaniu do poprzedniej części. Dodano również nową broń, którą jest wyrzutnia rakiet WASP.

## Wersja polska
W polskiej wersji gry głosu postaciom użyczyli m.in.:
- Jan Englert – kpt. Jason Narville
- Edward Linde-Lubaszenko – Jorhan Stahl
- Robert Tondera – Tomas „Sev” Sevchenko
- Jarosław Boberek – Rico Velasquez
- Miłogost Reczek – Kowalski
- Andrzej Blumenfeld
- Grzegorz Pawlak
- Katarzyna Traczyńska
- Krzysztof Unrug
- Zbigniew Konopka
- Mieczysław Morański